# Christisonia saulierei
Christisonia saulierei là loài thực vật có hoa thuộc họ Cỏ chổi. Loài này được Dunn mô tả khoa học đầu tiên năm 1914.